# Fuentenovilla
Fuentenovilla es un municipio y localidad española de la provincia de Guadalajara, en la comunidad autónoma de Castilla-La Mancha. El término municipal tiene una población de 583 habitantes (INE 2024).

## Ubicación
Limita al oeste con Ambite y Pezuela de las Torres de la Comunidad de Madrid, con Escariche al norte y este y con Pozo de Almoguera, Almoguera y Mondéjar al sur, todas las últimas de la provincia de Guadalajara, en Castilla-La Mancha.

## Historia

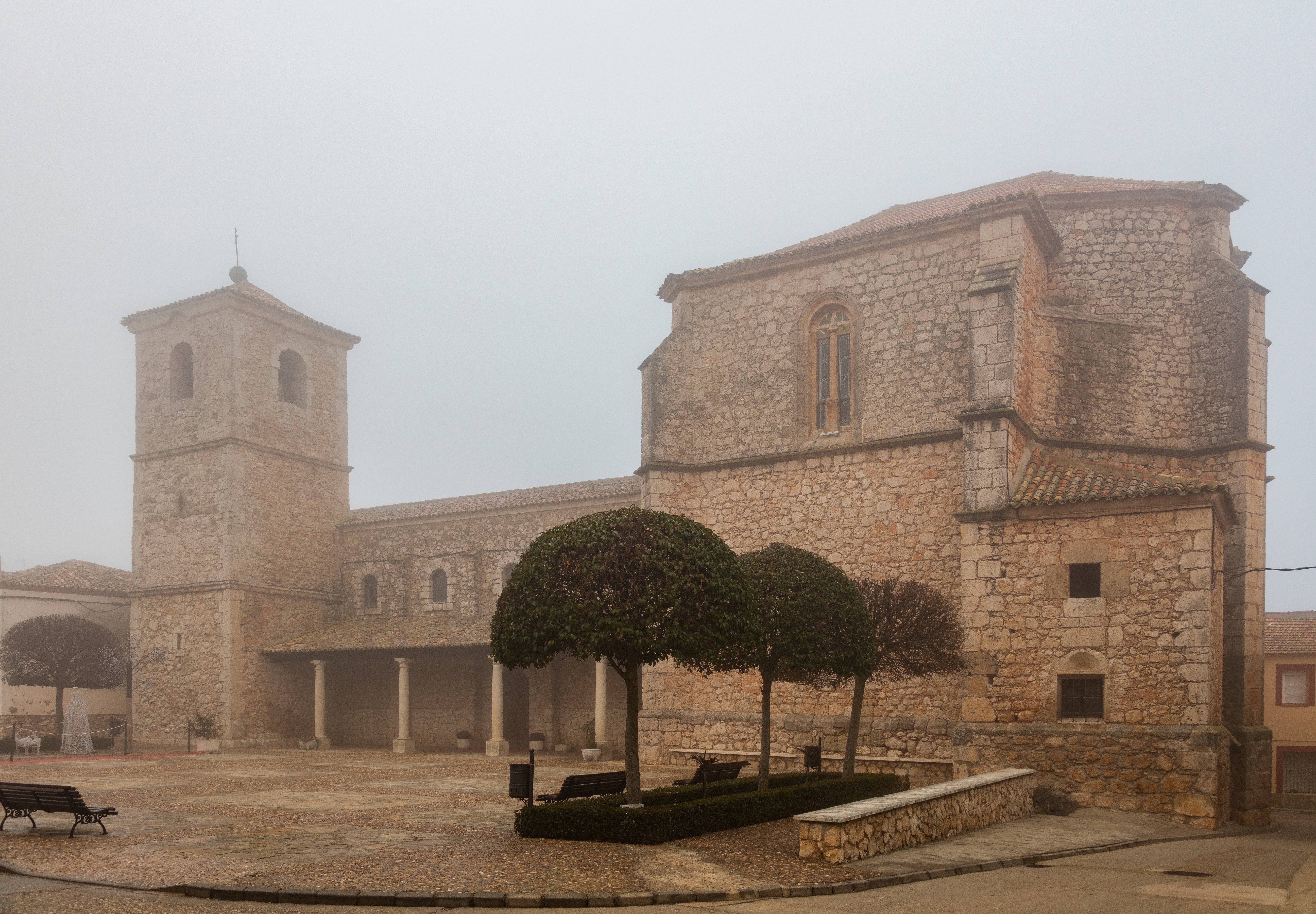
Iglesia de la Asunción

Fuentenovilla se encuentra en lo que fue el Camino Real desde Cuenca y Huete hacia las ciudades de Alcalá de Henares y Madrid. En el siglo XI la Alcarria es reconquistada y queda en poder de los reyes de Castilla. Es Alfonso VII quien incluye a Fuentenovilla en el alfoz de Zorita, y junto con Zorita pasó a manos de la Orden de Calatrava. Perteneció a la orden militar hasta que, por la venta del patrimonio de órdenes militaras e instituciones eclesiásticas, es comprada por el Marqués de Mondejar, Don Luis Hurtado de Mendoza, en 1538. El señorío de los Marqueses de Mondejar y Bélgida sobre Fuentenovilla terminó en 1812, por la abolición de los señoríos en España en las Cortes de Cádiz de 1812.
A mediados del siglo XIX, el lugar contaba con una población censada de 292 habitantes. La localidad aparece descrita en el octavo volumen del Diccionario geográfico-estadístico-histórico de España y sus posesiones de Ultramar de Pascual Madoz de la siguiente manera:

FUENTE  NOVILLA: villa con ayuntamiento en la provincia de Guadalajara (5 leguas), partido judicial de  Pastrana (3 leguas), audiencia territorial de Madrid, capitanía general de Castilla la Nueva, diócesis de Toleedo (17 leguas):  SITUADO al principio de la planicie que hay en la cúspide de un elevado cerro; la combaten libremente los vientos; goza de CLIMA sano, y las fermedades mas comunes son fiebres catarrales. Tiene 180 CASAS: la  consistorial, en la que está la cárcel, carnicería y escuela de instrucción primaria frecuentada por 37 alumnos, a cargo de un maestro dotado con 1,100 reales del fondo de propios ademas de la retribución mensual de uno, dos y tres reales que paga cada uno de los discípulos, según sus respectivas clases; hay un pósito con el fondo de 192 fanegas de trigo inferior, y 224 reales en metálico; una iglesia parroquial de segundo ascenso (La Asunción de Ntra. Sra.), servida por un cura de provisión real, previo concurso, y  por dos beneficiados de sangre; el cementerio está a unos 100 pasos de la villa, contiguo a una ermita (La Purísima Concepción). TÉRMINO confina  N. Escariche;  E. el mismo y Yebra; S. Mondejar, y  O. Ambite y Pezuela: dentro de él hay 2 fuentes, una de agua dulce que provee al vecindario para sus necesidades domésticas, y otra de agua salobre; en ambas hay pilones para abrevar los ganados,  con sus sobrantes se surten los lavaderos y se riega un pequeño valle; también se encuentran dentro del término una ermita arruinada (San Blas), y los despoblados de Torrejon, Castrueña y Conchuela. El TERRENO participa de llano y quebrado, aquel tiene mucho de regadio y es de buena calidad: el segundo de secano e inferior; le baña el rio Tajuña, sobre el que hay un puente de piedra de silleria bastante sólido, con 2 arcos, y a su orilla tiene una venta, que asi como el puente, corresponden á los propios que cobran el derecho de pontazgo; no se aprovechan las aguas  del Jarama para el riego, cuyo beneficio reciben las vegas de Fuentenovilla de varios arroyuelos que atraviesan por las mismas; hay 7 montes poblados de encina y algo de roble. CAMINOS: los que dirijen a los pueblos limítrofes, todos de herradura y en mal estado, ya por la escabrosidad del terreno y ya por el abandono con que se los mira. CORREO: se recibe y despacha en la estafeta de Pastrana por un cartero, llega miércoles y domingo, y sale los mismos dias. PRODUCCIÓN: trigo, cebada, avena, judias, almortas, patatas, melones, cebollas, cáñamo, vino y aceite; se cría ganado lanar, cabrio, mular, vacuno y asnal: caza de liebres, conejos y abundancia de perdices; pesca de barbos y alguna anguila. INDUSTRIA: la agrícola, el carboneo, fabricación de yeso, algunos telares de lino, 2 molinos aceiteros y uno harinero impulsado por el Tajuña. COMERCIO: esportacion del carbón a Alcalá y Madrid, de algo de ganado y lana para diferentes puntos, y del sobrante de frutos a  los mercados de Mondejar y Pastrana, en los que se surten de los artículos de consumo que faltan. POBLACIÓN:  186 vecinos, 292 almas. CAPITAL PRODUCCIÓN: 3.582,240 reales. IMPONIBLE: 251,500. CONTRIBUCIÓN: 16,460. PRESUPUESTO MUNICIPAL: 10,000 reales, se cubre con los productos de propios consistentes en los pastos de los montes, un horno de pan cocer, la venta y derecho de pontazgo, la alcabala del viento y correduría, un molino aceitero y las alcabalas enagenadas.
(Madoz, 1847, p. 229)

## Demografía
Fuentenovilla cuenta con una población de 583 habitantes (INE 2024).
| Gráfica de evolución demográfica de Fuentenovilla entre 1842 y 2021                                                 |
| |
| Población de derecho según los censos de población del INE Población de hecho según los censos de población del INE |

| 219           | 227 | 299 | 342 | 600 | 543 |
| (Fuente: INE) |     |     |     |     |     |

## Patrimonio

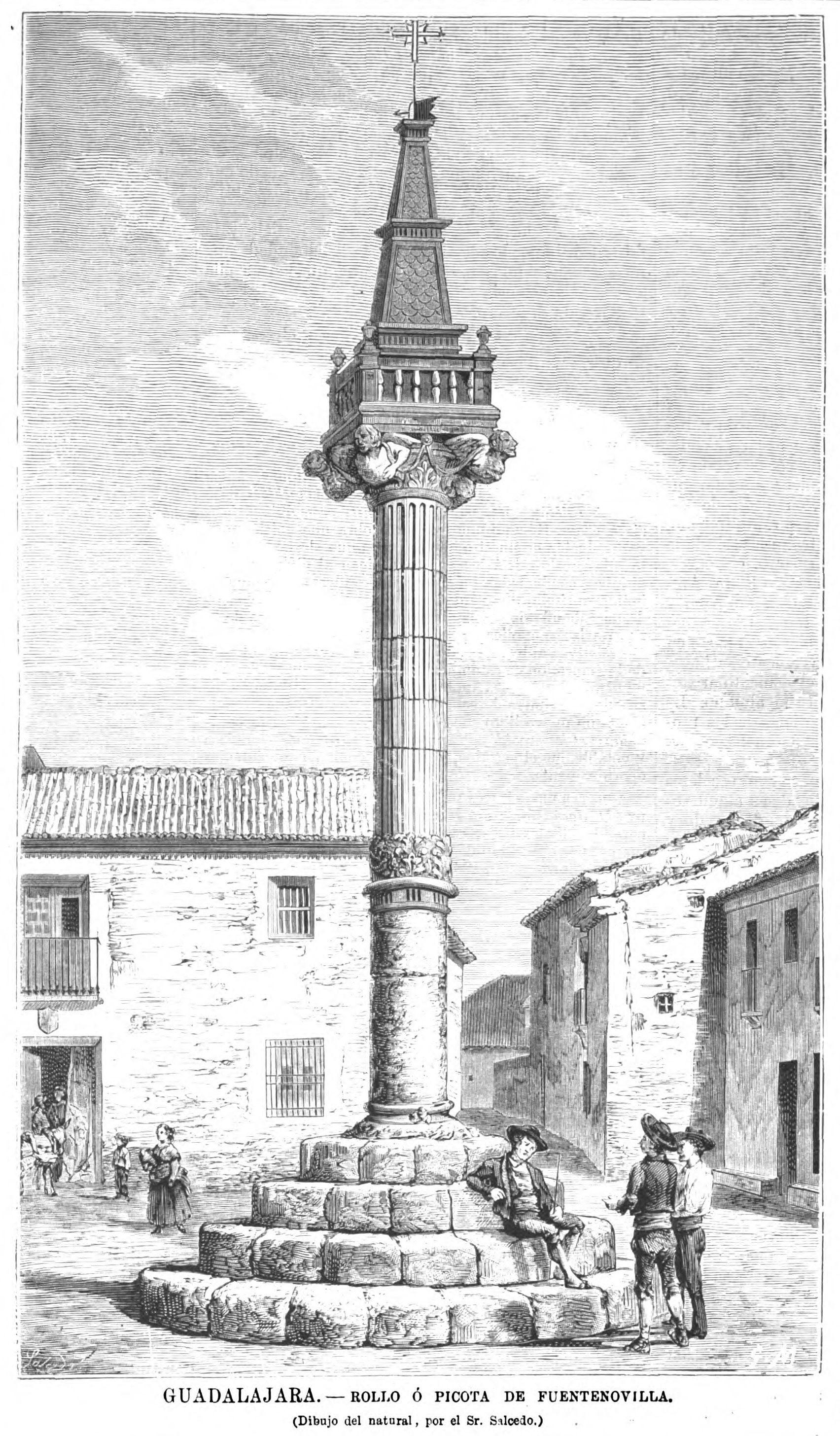
Rollo de Fuentenovilla en la segunda mitad del

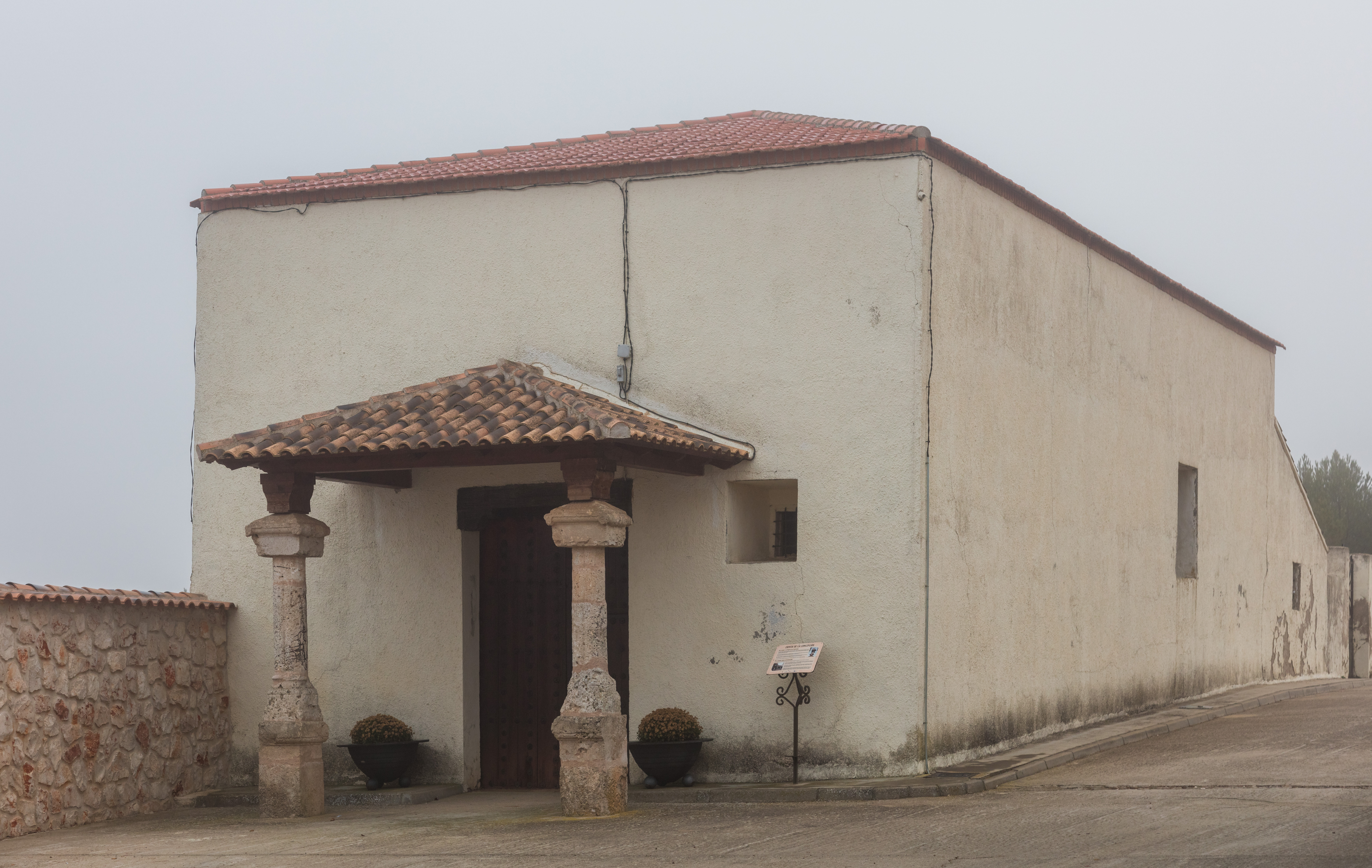
Ermita de la Concepción

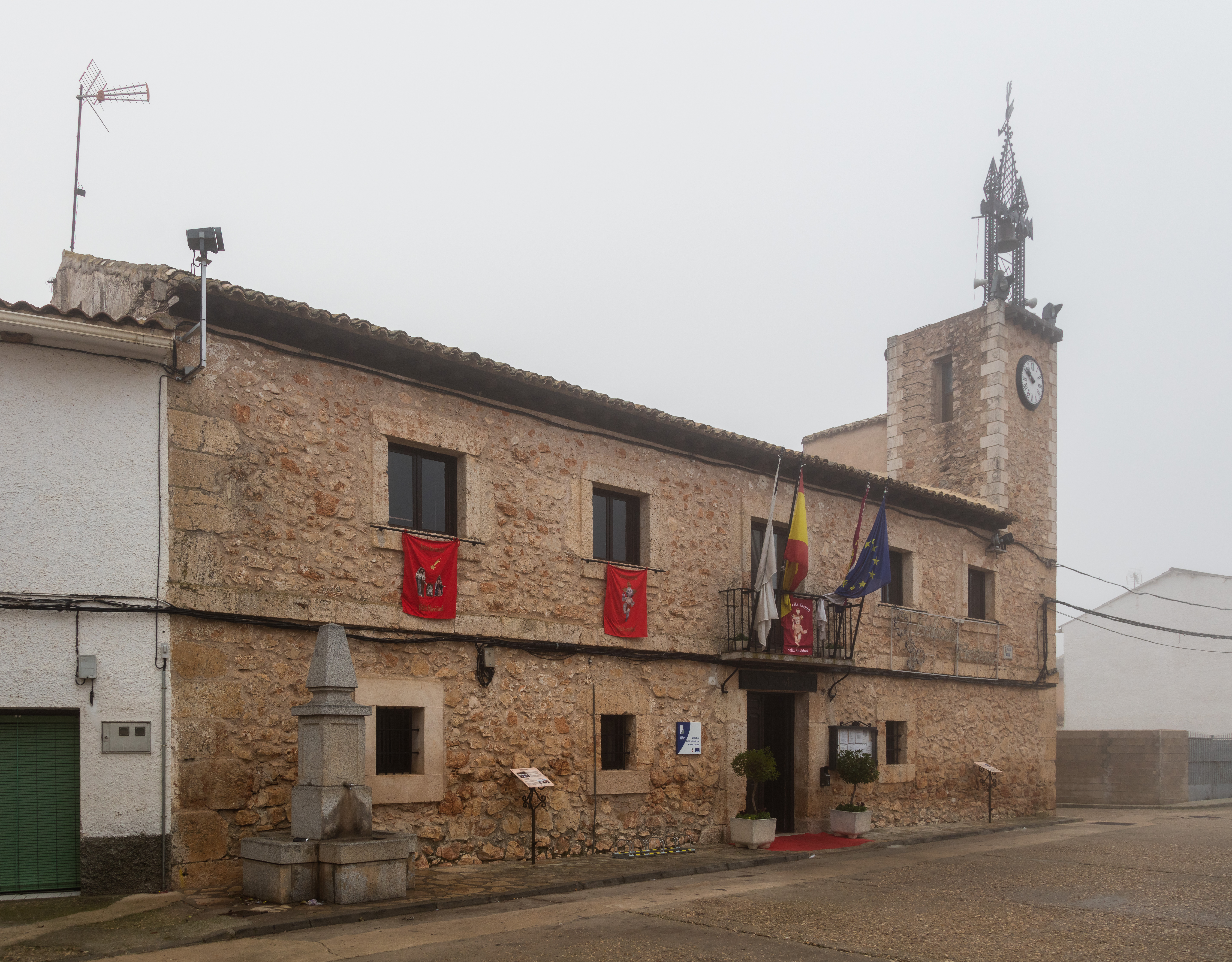
Casa consistorial

La picota de Fuentenovilla es del siglo XVI y sobre ella se exponían los reos y las cabezas o cuerpos de los ajusticiados por la autoridad civil. Es de tipo renacentista y fue construida en el siglo XVI. Sobre una serie de gradas de piedra y encima de un grueso pedestal, se levanta una esbelta columna en la cual pueden distinguirse varios elementos. Su primer tercio es cilíndrico, después una pequeña moldura da paso a un friso con decoración vegetal, para continuar el fuste acanalado. La columna se remata con un capitel corintio en cuyas esquinas hay cuatro grandes carátulas y cabezas de león. Sobre éstas se levantan un ábaco y una cornisa intermedios que sustentan un templete abalaustrado rematado por un chapitel piramidal,  de dos cuerpos, con decoración de escamas y rematado por una cruz de hierro.
La picota, elemento del cual ya existen referencias en el siglo XIII, se utilizaba para aplicar determinadas formas de justicia, en particular los castigos de carácter corporal. Solían emplazarse en las encrucijadas o en las plazas públicas. En su parte alta se colocaba el escudo de armas del señor, en cuyo nombre se impartía justicia. La exposición en la picota no solo se reservaba a quienes infringían la ley, sino también a aquellas personas cuyo comportamiento se consideraba deshonroso. Las picotas, que desde el siglo XV se confunden con el rollo de justicia, dejaron de levantarse con la extinción del feudalismo, la aplicación de las nuevas formas de justicia y la anulación política de las villas.

## Fiestas
Durante la Festividad de los Mayos, en Fuentenovilla se hacen dos grupos, unos cantan los versos nones y los otros los pares. Allí se canta uno por cada moza en la puerta de su casa. Al día siguiente se hace una comida para invitar al coro que ha estado toda la noche y se va a todas las casas donde se ha cantado para pasar el cepillo. Además de plantar El Mayo.